# Омладина
Обединена сръбска омладина (на сръбски: Уједињена омладина српска) е сръбско политическо движение в Австро-Унгария, активно през 1866 – 1872 година.
Основана в Нови Сад от Светозар Милетич и с националлиберална идеология, организацията следва модела на създадената по-рано от Джузепе Мацини „Млада Италия“ и се застъпва за политическо обединение на сърбите. През 1868 г. е убит княз Михаил Обренович, а Никола Христич пуска слуха, че това е дело на Омладината, което развързва ръцете на унгарската полиция за репресии спрямо членовете ѝ. Преследвана от властите, както в Австро-Унгария, така и в Сърбия, през 70-те години „Омладина“ губи значението си, но много нейни членове остават активни в сръбския обществен живот и през следващите години. Сред тях са Владимир Йованович, Никола Пашич, Балтазар Богишич. Близък до „Омладина“ е и българският общественик Любен Каравелов.